# كلية ينبع للتقنية التطبيقية
كلية ينبع للتقنية التطبيقية هي إحدى الكليات التابعة (TVTC) للمؤسسة العامة للتدريب التقني والمهني TVTC.

## نبذه عن الكلية
سيحصل خريجي الكلية من الشباب السعوديين علي درجة الدبلوم في التخصصات التقنية كا التقنية الميكانيكية وتقنية الإلكترونيات الكهرباء وتقنية الحاسب الآلي وتقنية الاتصالات والمعلومات بفروعها العديدة باللغة الإنجليزية. علما بأنه ستدعم المؤسسة العامة للتدريب التقني والمهني TVTC طلابها بمبلغ شهري قيمته تسع مئة وتسعون ريال سعودي طيلة فترة الدراسة.

## نبذة مختصرة عن الكلية
تقع كلية ينبع للتقنية التطبيقية YCAT علي البحر مباشرة بمدينة ينبع البحر السياحية التابعة لمنطقة المدينة المنورة. لقد تم الانتهاء من إنشاء الكلية من قبل المؤسسة العامة للتدريب التقني والمهني TVTC في عام 2012 كأول كلية للتقنية التطبيقية من نوعها في المملكة العربية السعودية وفي العالم العربي
بتفويض من المؤسسة العامة للتريب التقني والمهني TVTC حيث يتم تشغيل وإدارة هذه الكلية المؤسسة الألمانية للتعاون الدولي GIZ والتي تعتبر شريكا هاما للمؤسسة العامة للتدريب التقني والمهني منذ أمد بعيد والتي تقوم حاليا بإدارة كلية المدربيين بمدينة الرياض.
لقد تم وضع المناهج والخطط التدريبية للكلية طبقا للمعايير الدولية والتي تنتهجها المؤسسة العامة للتدريب التقني والمهني TVTC. علاوة علي ذلك تم تطوير المناهج وتحديثها بما يتماشي مع التطورات الديناميكية لسوق العمل المحلي والإقليمي والدولي تحت إشراف مؤسسة التعاون الدولي GIZ وبالتعاون مع مشرفين ومدربين سعوديين علي أعلي درجة من الكفآئة العلمية والتدريبية. بالإضافة إلي أنه سيتم تعلم اللغة الإلنجليزية العامة والمتخصصة في المرحلة التمهيدية قبل الدراسة التخصصية لمدة عام دراسي من قبل مدرسة اللغات المتخصصة إنترلنك Interlink الأمريكية.

## قسم التقنية الميكانيكية
MT
قسم التقنية الميكانيكية:
نظرة عامة:
قسم التقنية الميكانيكية يتيح في الوقت الحالي تخصص تقنية إنتاج مع وجود امكانية إضافة تخصص تقنية تبريد وتكييف الهواء أو تقنية الإنشاءات المعدنية.
الأهداف:
يهدف قسم التقنية الميكانيكية لتطوير وتحفيز المتدربين بتوفير بيئة جذابة وممتعة للتدريب.لذلك يعمل القسم على إكساب المتدرب المهارات اللازمة لجعله متميزا في مجال التقنية الميكانيكية.كما يهدف القسم لجعل المتدرب مستقل بعلمه وإكسابه مهارات البحث في المصادر المختلفة لهذا المجال وجعله ملما بأخر المستجدات في تخصصه.الدراسة في قسم التقنية الميكانيكية لا تقتصر على تطوير المهارات التقنية وحسب بل تهدف إلى جعل المتدرب متميزا في مهارات الاتصال وقادرا على القيام بالعروض التقديمه في بيئة الدراسة داخل وخارج الكلية وكذلك في بيئة العمل بعد التخرج.
فترة التدريب:
نظام التدريب بالكلية هو نظام التدريب الثلثي وهو ان تتكون السنة الدراسية من ثلاثة فصول.حيث ان فترة التدريب بالكلية هي دراسيتين.
بمعنى اخر يتوجب على المتدرب ان يدرس ستة فصول دراسية في سبيل أن يمنح شهادة الدبلوم العالي في التقنية الميكانيكية.مع العلم ان مدة الفصل الدراسي مدته ثلاثة عشر اسبوعا.
المناهج الدراسية:
تم تصميم المناهج الدراسية في قسم التقنية الميكانيكية وفقا لطلب السوق العالمية التي تتخلص في تطوير المهارات الحياتية المفيدة لإعداد المتدربين لتلبية احتياجات القرن الواحد والعشرين والتقدم التكنولوجي وتحفيز التعليم الذاتي للمتدرب لمنحه المقدرة على التكيف اللازم لمواجهة مجتمع سريع التغير بالإضافة إلى تشجيع الحس المنطقي لدى المتدرب لمواكبة التطور الدائم في مجال التقنية الميكانيكية.
يقوم قسم التقنية الميكانيكية خلال الفصول الدراسية الثلاثة الأولى بتدريس مقررات مكثفة للمتدربين في اللغة الإنجليزية داخل القاعات والورش التدريبية. وبدآ من الفصل الدراسي الرابع تكون الخطة التدريبية مستقلة عن باقي الاقسام ويكون التركيز في التدريب على المواد التخصصية كما يلي:
1. الرسم الهندسي
2. .تقنية تحكم.
3. ورشة تأسيسية.
4. قياسات.
5. علم المواد.
6. تقنية تشغيل.
7. الرسم الهندسي.
8. تقنية لحام.
9. الرسم بمساعدة الحاسب.
10. اختبار مواد.
11. تقنية تشغيل بواسطة التحكم الرقمي بالحاسب.
12. عناصر الماكينات.
13. الصيانة والإصلاح.
14. تقنية تحكم.
15. تقنية تشغيل بواسطة التحكم الرقمي بالحاسب.
16. تقنية تشكيل وإنشاءات معدنية.
17. مشروع التخرج.